# Diva
„Diva“ (на иврит: דיווה; на български: Дива) е песен, която печели със 172 точки Евровизия 1998 в Бирмингам, Великобритания, изпълнена на иврит от Дана Интернешънъл, представляваща Израел. Музиката е композирана от Свика Пик, като текстът е написан от Йоав Джинай. Песента е продуцирана от Офер Нисим с музикални аранжименти от Алон Левин. Това е третата печеливша песен на Израел в Евровизия, след 1978 г. и 1979 г. Победата на Дана Интернешънъл се счита за един от най-революционните моменти в историята на Евровизия.
Песента е изпълнена под номер 8 в конкурсната вечер, като следва Полша и предшества Германия. След окончателното приключване на гласуването, песента получава общо 172 точки, класирайки се на първо място в поле от общо 25 песни. Тъй като Израел не е участвал в песенния конкурс през 1997 г., страната постига необичайното отличие да спечели песенното състезание през тази годината след като не се състезава в предишната. Украйна също има този необичаен късмет, след като спечели през 2016 г., след като пропусна песенния конкурс във Виена, Австрия през 2015 г.. Същата ситуация ствава и през следващата година през Португалия, след като пропуска песенния конкурс през 2016 г., но спечели през 2017 г.